# V744 Centauri
V744 Centauri é uma estrela variável na constelação de Centaurus. Com base em sua paralaxe anual medida pelo satélite Gaia, está a uma distância de aproximadamente 560 anos-luz (170 parsecs) da Terra. Uma variável semirregular, sua magnitude aparente visual já foi observada variando entre 5,14 e 6,55 com um possível período de 90 dias, o que indica que a estrela é visível a olho nu na maior parte do tempo. Um estudo fotométrico identificou três possíveis períodos de 95,8, 102,2 e 166,9 dias, que possuem respectivamente amplitudes de 0,224, 0,158 e 0,522 magnitudes.

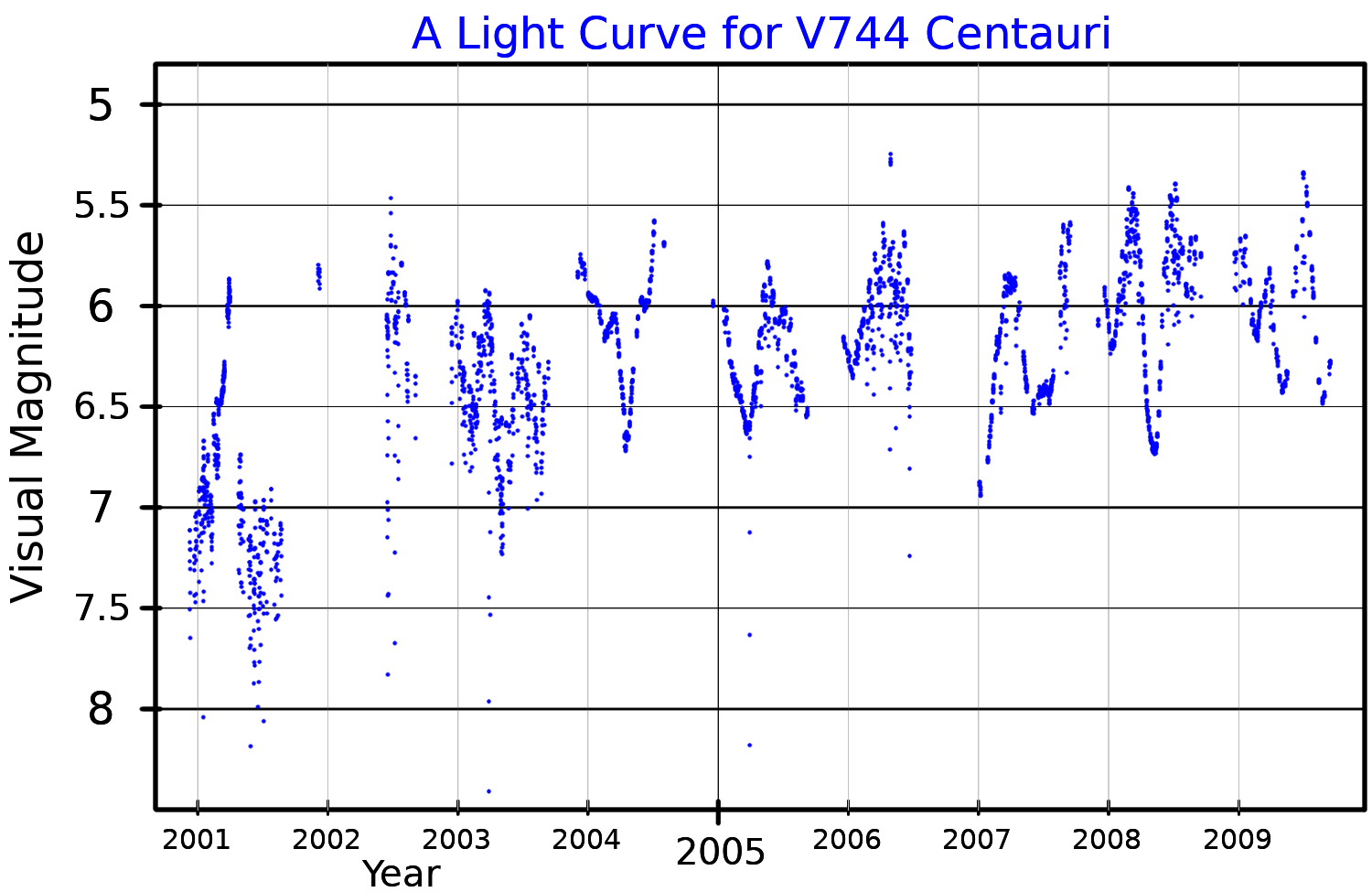
Curva de luz (banda visual) de V744 Centauri

V744 Centauri é uma estrela gigante vermelha no ramo assintótico classificada com um tipo espectral de M6III. Possui um movimento próprio anormalmente alto, de 101 milissegundos de arco por ano, o que pode indicar que a estrela pertence ao disco espesso ou ao halo galáctico. Não possui estrelas companheiras conhecidas.